# Thomas Dekker (ciclista)
Thomas Dekker (Ámsterdam, 6 de septiembre de 1984) es un ciclista neerlandés. Debutó como profesional en 2003 en el equipo filial del Rabobank. Sus victorias más destacadas fueron la Tirreno-Adriático y el Tour de Romandía.
Su anterior equipo ProTour fue el Silence-Lotto en 2009, equipo del que fue despedido, después de que el 1 de julio de 2009 la UCI anunciara que había dado positivo por EPO en el reanálisis de una muestra de diciembre de 2007 (cuando corría en el Rabobank).

## Biografía

### Debut profesional
Dekker corrió durante sus primeros años como profesional (2003 y 2004) en el Rabobank GS3, el equipo filial del equipo neerlandés Rabobank.

### Salto a la élite
Dekker debutó en un equipo de máxima categoría en mitad de la temporada 2004, al dar el salto al primer equipo, el Rabobank, con tan sólo 19 años.
Ese mismo año se proclamó campeón de Países Bajos contrarreloj, además de ganar una etapa de la Vuelta a Renania-Palatinado y el G. P. Eddy Merckx (esto último, haciendo pareja con Koen De Kort).
En 2005 fue de nuevo campeón de Países Bajos contrarreloj, sumando a dicho triunfo sus victorias de etapa en el Tour de Polonia y el Critérium Internacional, así como el G. P. Stad Zottengem.
Sus éxitos en categorías inferiores y en sus dos primeras temporadas como profesional, sumados al hecho de ser la mayor promesa holandesa en el principal equipo del país, hicieron que fuera bautizado como el heredero de sus compatriotas como Erik Dekker o Michael Boogerd, de notable éxito en el equipo naranja.

### Confirmación y éxitos
En 2006 ganó la general de la Tirreno-Adriático, su primer triunfo en la general de una vuelta por etapas, por delante de Jörg Jasckhe (Liberty Seguros) y Alessandro Ballan (Lampre). Ese mismo año debutó en el Giro de Italia, terminando 75.º en la general.
En 2007 logró varios triunfos, destacando sobre todos ellos la general del Tour de Romandía (más una etapa) y su victoria de etapa en la Vuelta a Suiza, pruebas ambas del UCI ProTour. Ese año debutó en el Tour de Francia, finalizando 35.º.

### Sospechas de dopaje y positivo

#### Primeros rumores
En la primavera de 2008, el nombre de Thomas Dekker fue relacionado por la prensa austríaca como posible implicado en el Caso HumanPlasma como cliente de la red de dopaje existente alrededor de la clínica vienesa de mismo nombre, al igual que otros compañeros suyos del Rabobank en 2007.
Mientras tanto, Dekker fue 3.º en la Vuelta al País Vasco, subiendo al podio tras Alberto Contador y Cadel Evans (también primero y segundo en el Tour de Francia del año anterior), y encadenó buenos puestos en las tres clásicas de las Árdenas: Amstel Gold Race (5.º), Flecha Valona (5.º) y Lieja-Bastoña-Lieja (6.º). Tras estos buenos resultados, el neerlandés acudía al Tour de Romandía con la intención de revalidar su triunfo del año anterior. Sin embargo, tras varias etapas en los primeros puestos (9.º en el prólogo, 4.º en la primera etapa, 2.º en la contrarreloj de la segunda etapa a sólo 4" de Andreas Klöden), en la montañosa tercera etapa tuvo que abandonar a causa de vómitos y fiebre.

#### Valores anómalos y adiós al Rabobank
Dekker abandonó en junio la Vuelta a Suiza, circunstancia que el ciclista atribuyó a un resfriado consecuencia de haber entrenado en los Alpes recientemente. Sin embargo, el ciclista aseguró sentirse recuperado al volver a la Toscana y se mostró dispuesto para acudir al Tour de Francia, aunque sorprendentemente su equipo no le seleccionó (lo cual creó sorpresa al esperarse que fuera un importante gregario para el jefe de filas del equipo Denis Menchov de cara a ganar la carrera), quedando fuera de la Grande Boucle. Esta decisión causó asimismo una gran conmoción en los Países Bajos (hogar del equipo y del ciclista), donde Dekker era una estrella.
El ciclista neerlandés participó no obstante en agosto con su país en los Juegos Olímpicos de Pekín.
Poco después, el 14 de agosto, el ciclista y el Rabobank decidieron de mutuo acuerdo y en mitad de temporada (el 14 de agosto), poner fin a su relación contractual. Aunque oficialmente no se informó del motivo exacto de dicha ruptura (la explicación se limitó a diferencias de opinión entre ambas partes), las sospechas de dopaje que se cernían sobre el corredor tras haber dado unos valores anormales (aunque no positivos, según le dijo el jefe médico de la UCI, el doctor Mario Zorzoli) en un control antidopaje durante la Vuelta a Suiza, además de su relación con el controvertido doctor Luigi Cecchini con consulta en la Toscana y su posible implicación en el Caso HumanPlasma, podrían haber precipitado este sonado divorcio deportivo entre el joven ciclista de 23 años y su equipo desde amateur.

#### Nuevo equipo, viejos rumores
El Silence-Lotto (también del ProTour) fichó entonces a Dekker como una pieza importante para ayudar al jefe de filas del equipo Cadel Evans en su intento por ganar el Tour de Francia 2009.
En mayo de 2009, al hilo de las confesiones de Lisa Hütthaler (extriatleta) y Bernhard Kohl (exciclista), ambos clientes confesos de HumanPlasma, el nombre de Dekker volvió a aparecer en la prensa a propósito de su posible implicación en la red de dopaje.

#### Intoxicación alimentaria
El 28 de junio de 2009, en el Campeonato de Países Bajos, tuvo una mala actuación, llegando a vomitar en el transcurso de la carrera. Posteriormente su equipo achacó ese mal resultado a una intoxicación alimentaria por haber desayunado unos huevos en mal estado, descartando asimismo que ello pusiera en peligro su participación en el Tour de Francia al asegurar que estaría  sin problemas en la ronda gala ya que viajaría según lo previsto el 1 de julio a Mónaco (lugar de salida de la primera etapa de la Grande Boucle.

#### Positivo por EPO (Dynepo)
Sin embargo, el 1 de julio de 2009 (tres días antes del inicio del Tour de Francia) la UCI dio a conocer que había dado positivo por EPO (concretamente, por su versión recombinante Dynepo) en un control antidopaje realizado el 24 de diciembre de 2007 (durante su estancia en el Rabobank). Este positivo se produjo después de que la AMA hubiera ordenado a su laboratorio acreditado de Colonia (Alemania) un segundo análisis (con las nuevas técnicas de detección, aprobadas oficialmente en mayo de 2009) de dicha muestra tras haber observado irregularidades en el perfil hematológico del ciclista en su pasaporte biológico, cuyos resultados se conocieron el 30 de junio, siendo anunciados al día siguiente.
Se daba la circunstancia de que la EPO por la que dio positivo (Dynepo) es la misma que fue hallada en un control antidopaje efectuado a Michael Rasmussen (compañero del Rabobank en 2007 y relacionado también con el Caso HumanPlasma) y también la misma que la triatleta Lisa Hütthaler confesó haber comprado en seis remesas a Stefan Matschiner, cabecilla de la trama.
El Silence-Lotto suspendió al corredor (que no viajó con sus compañeros a Francia) y anunció que otro ciclista ocuparía su plaza. El 30 de septiembre se conoció que el contraanálisis había confirmado el positivo, por lo que fue formalmente despedido del equipo belga.
El 3 de marzo de 2010 la Federación Monegasca de Ciclismo (al estar el corredor federado en el Principado) anunció una sanción de dos años de suspensión para Dekker, hasta el 30 de junio de 2011. Dicha sanción fue posteriormente ratificada por la UCI.

### Retorno en 2011
Luego de cumplida la sanción, en agosto Dekker firmó por 3 meses con el equipo Chipotle Development Team debutando en la Vuelta a Portugal, carrera en la que abandonó en la 6.ª etapa. El Chipotle es el equipo filial del Garmin, por lo cual su mánager aseguró que tendría posibilidades de pasar a ese equipo en 2012. Esto fue confirmado en noviembre y a partir de 2012 Dekker volvió a pertenecer a un equipo ProTour, denominado en esa temporada Garmin-Barracuda y desde el Tour de Francia Garmin-Sharp.

## Palmarés
| 2003 - 2 etapas de la Ster Elektrotoer 2004 - Tour de Normandía, más 1 etapa - Tour de Olympia, más 2 etapas - Campeonato de los Países Bajos Contrarreloj - G. P. Eddy Merckx (haciendo pareja con Koen de Kort) - 1 etapa del Tour del Porvenir - 1 etapa de la Vuelta a Renania-Palatinado - 2.º en el Campeonato Mundial Contrarreloj sub-23 - 2.º en el Campeonato Mundial en Ruta sub-23 - Ranking UCI sub-23 2005 - 1 etapa del Critérium Internacional - Campeonato de los Países Bajos Contrarreloj - G. P. Stad Zottegem/Dr. Tistaert Prijs - 1 etapa del Tour de Polonia | 2006 - Tirreno-Adriático 2007 - 1 trofeo de la Challenge Vuelta a Mallorca (Trofeo Pollensa) - Tour de Romandía, más 1 etapa - 1 etapa de la Vuelta a Suiza - Drei-Länder-Tour, más 2 etapas 2011 - Dúo Normando (con Johan Vansummeren) 2012 - 1 etapa del Circuito de la Sarthe |

## Resultados en Grandes Vueltas y Campeonatos del Mundo
| Carrera              | Carrera              | 2003 | 2004 | 2005 | 2006 | 2007 | 2008 | 2009 | 2010 | 2011 | 2012  | 2013  | 2014 |
| -------------------- | -------------------- | ---- | ---- | ---- | ---- | ---- | ---- | ---- | ---- | ---- | ----- | ----- | ---- |
|                      | Giro de Italia       | —    | —    | 75.º | —    | —    | —    | —    | —    | —    | —     | 136.º | Ab.  |
|                      | Tour de Francia      | —    | —    | —    | —    | 35.º | —    | —    | —    | —    | —     | —     | —    |
|                      | Vuelta a España      | —    | —    | —    | —    | —    | —    | —    | —    | —    | 149.º | —     | —    |
| Mundial en Ruta      | Mundial en Ruta      | —    | —    | 15.º | —    | 11.º | —    | —    | —    | —    | —     | —     | —    |
| Mundial Contrarreloj | Mundial Contrarreloj | —    | —    | 35.º | —    | —    | —    | —    | —    | —    | —     | —     | —    |

―: no participa

Ab.: abandono

## Equipos
- Rabobank GS3 (2003-2004)[15]
- Rabobank (2004[16] -2008)
- Silence-Lotto (2009)
- Chipotle Development Team (2011)[17]
- Garmin (2012-2014)
  - Garmin-Barracuda (2012)[18]
  - Garmin-Sharp (2012[19] -2014)